# (1213) Algèria
Algeria és l'asteroide número 1.213. Va ser descobert per l'astrònom G. Reiss des de l'observatori d'Alger, el 5 de desembre de 1931. La seva designació provisional va ser 1931 XD.